# Coelocarcinus
Coelocarcinus is een geslacht van kreeftachtigen uit de klasse van de Malacostraca (hogere kreeftachtigen).

## Soorten
- Coelocarcinus foliatus Edmondson, 1930
- Coelocarcinus marindicus Ng, 2002